# Михаил Кратовалиев
Михаил Кратовалиев е български общественик, деец на късното Българско възраждане в Македония.

## Биография
Кратовалиев е роден в Скопие. Прапрадядото на Михаил, Иван Кратовалиев се занимавал с търговия на басми, памук и друга конфекция, както и с внос на газ, сол и други стоки от Солун с камили. Известен бил като Дели Иван.
В 1890 година Михаил Кратовалиев завършва българската гимназия в Солун с петия випуск. Отваря книжарница и работи като книжар в Скопие. Приятел е с Павел Шатев, а книжарницата му е средище на по-будните българи. Събира народни умотворения в Скопско и сътрудничи на Сборника за народни умотворения, наука и книжнина.
Книжарницата е активна при сръбското управление и между двете световни войни.
Дъщеря му, Цветана Кратовлиева, в 1937 година завършва педагогия в Софийския университет.